# 1901 no teatro

## Nascimentos
| Data            | Nome                     | Profissão                                                                 | Nacionalidade | Observações | Ref |
| --------------- | ------------------------ | ------------------------------------------------------------------------- | ------------- | ----------- | --- |
| 15 de Fevereiro | Raul de Carvalho         | actor de teatro e cinema                                                  | Portugal      | m. 1984     |     |
| 27 de Março     | Enrique Santos Discépolo | poeta, compositor, actor e autor de peças de teatro e de letras de tangos | Argentina     | m. 1951     |     |
| 25 de Agosto    | Kjeld Abell              | escritor e dramaturgo                                                     | Dinamarca     | m. 1961     |     |
| 17 de setembro  | José Régio               | escritor e dramaturgo                                                     | Portugal      | m. 1969     |     |

## Mortes
| Data | Nome | Profissão | Nacionalidade | Observações | Ref |
| ---- | ---- | --------- | ------------- | ----------- | --- |